# Friedrich von Pöck
Friedrich von Pöck, avstro-ogrski mornariški častnik in viceadmiral , * 19. avgust 1825, † 25. september 1884.

## Odlikovanja
| Vojaški položaji                   | Vojaški položaji                                                         | Vojaški položaji                              |
| ---------------------------------- | ------------------------------------------------------------------------ | --------------------------------------------- |
| Predhodnik: Wilhelm von Tegetthoff | Vrhovni poveljnik Avstro-ogrske vojne mornarice april 1871–november 1883 | Naslednik: Maximilian Daublebsky von Sterneck |
| Vojaški položaji                   |                                                                          |                                               |
| Predhodnik: Wilhelm von Tegetthoff | Vodja pomorskega odseka vojnega ministrstva oktober 1872–november 1883   | Naslednik: Maximilian Daublebsky von Sterneck |